# Sclerophrys pardalis
Sclerophrys pardalis és una espècie de gripau de la família dels bufònids endèmica de Sud-àfrica.
Va ser descrit per John Hewitt amb el protònim Bufo pardalis el 1935. És l'únic dels Sclerophrys amb 22 cromosomes, mentre la resta en té 20. Va ser reclassificat el 2006 en el gènere Amietophrynus i finalment el 2016 va ser classificat en el gènere del Sclerophrys.

## Distribució
Es troba principalment des de la província de Cap Oriental a Umata, amb algun exemplar trobat a la província de Cap Occidental. El seu hàbitat inclou zones d'arbustos, jardins rurals i àrees urbanes. Acostuma a habitar zones properes a la costa, en altituds inferiors a 1.000 m. S'alimenta principalment d'artròpodes.
En captivitat, mengen grills, saltamartins, petits ratolins i llangardaixos. Tot i que el seu hàbitat natural minva per l'acció de l'espècie invasora Homo sapiens sapiens, la Unió Internacional per la Conservació de la Natura l'ha classificat en la categoria de risc mínim d'extinció.